# Liga Światowa w Piłce Siatkowej 2011 (składy)
Artykuł grupuje składy wszystkich reprezentacji narodowych w piłce siatkowej, które wystąpiły w Lidze Światowej 2011.
- Wiek na dzień 27 maja 2011 roku.
- Przynależność klubowa na koniec sezonu 2010–11.
- Zawodnicy oznaczeni literą K to kapitanowie reprezentacji.
- Zawodnicy oznaczeni symbolem  zostali zgłoszeni do fazy finałowej.
- Legenda:
Nr – numer zawodnika
A – atakujący
L – libero
P – przyjmujący
R – rozgrywający
Ś – środkowy
U – uniwersalny

## Argentyna

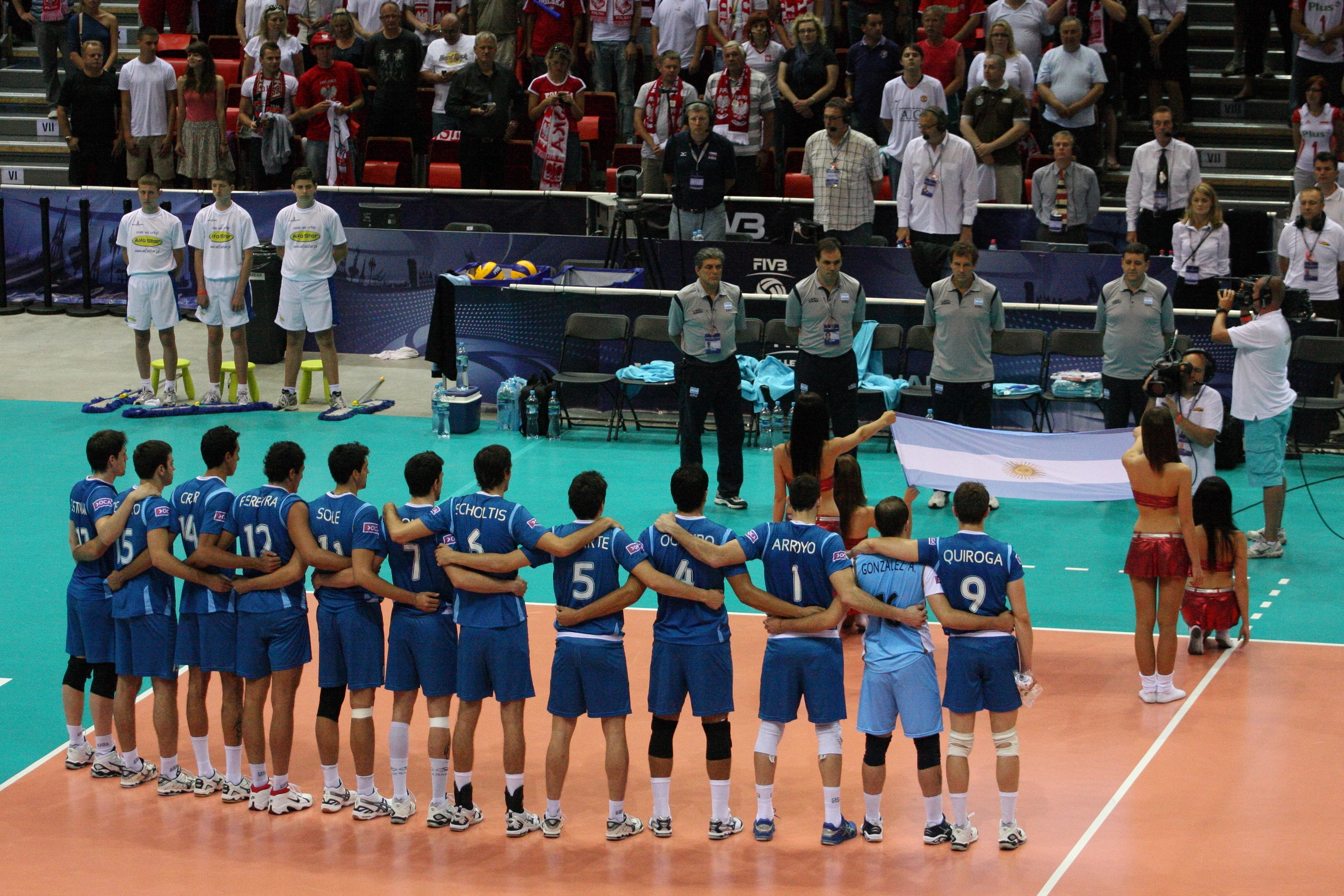
Reprezentanci Argentyny w Lidze Światowej 2011

Trener: Javier Weber
Asystent: Flavio Leoni
| Nr | Imię i nazwisko     | Data urodzenia (wiek) | Wzrost (cm) | Klub                              | Pozycja |
| -- | ------------------- | --------------------- | ----------- | --------------------------------- | ------- |
| 1  | Gabriel Arroyo      | 03.03.1977 (34)       | 194         | Club Ciudad de Bolívar            | Ś       |
| 2  | Federico Martina    | 02.11.1992 (18)       | 202         | Rosario Sonder Club               | Ś       |
| 3  | Pablo Guzmán        | 06.04.1988 (23)       | 193         | Club Atlético River Plate         | Ś       |
| 4  | Lucas Ocampo        | 20.03.1986 (25)       | 196         | Club Ciudad de Bolívar            | P       |
| 5  | Nicolás Uriarte     | 21.03.1990 (21)       | 192         | M. Roma Volley                    | R       |
| 6  | Gustavo Scholtis    | 16.12.1982 (28)       | 206         | La Unión de Formosa               | A       |
| 7  | Facundo Conte       | 25.08.1989 (21)       | 198         | Associazione Sportiva Volley Lube | P       |
| 8  | Demián González     | 21.02.1983 (28)       | 192         | UPCN Vóley Club                   | R       |
| 9  | Rodrigo Quiroga (K) | 23.03.1987 (24)       | 190         | GS Iraklis                        | P       |
| 10 | Diego Bonini        | 24.08.1978 (32)       | 200         | Club Atlético Boca Juniors        | A       |
| 11 | Sebastián Solé      | 12.06.1991 (19)       | 202         | Club Ciudad de Bolívar            | Ś       |
| 12 | Federico Pereyra    | 19.06.1988 (22)       | 200         | Club Ciudad de Bolívar            | A       |
| 13 | Cristian Poglajen   | 14.07.1989 (21)       | 195         | Villa María Voley                 | P       |
| 14 | Pablo Crer          | 12.06.1989 (21)       | 205         | Villa María Voley                 | Ś       |
| 15 | Luciano De Cecco    | 02.06.1988 (22)       | 193         | Club Ciudad de Bolívar            | R       |
| 16 | Alexis González     | 21.07.1981 (29)       | 184         | Tours VB                          | L       |
| 17 | Mariano Giustiniano | 04.04.1986 (25)       | 189         | Club Atlético Boca Juniors        | P       |
| 18 | Franco López        | 04.02.1989 (22)       | 187         | Villa María Voley                 | L       |
| 19 | Maximiliano Gauna   | 29.04.1989 (22)       | 197         | Club Atlético Boca Juniors        | Ś       |
| 20 | Pablo Bengolea      | 08.05.1986 (25)       | 198         | AS Cannes                         | P       |

## Brazylia
Trener: Bernardo Rezende
Asystent: Roberley Leonaldo
| Nr | Imię i nazwisko                    | Data urodzenia (wiek) | Wzrost (cm) | Klub                    | Pozycja |
| -- | ---------------------------------- | --------------------- | ----------- | ----------------------- | ------- |
| 1  | Bruno Rezende                      | 02.07.1986 (24)       | 190         | Cimed Esporte Clube     | R       |
| 2  | Wallace Martins                    | 22.03.1983 (28)       | 204         | SESI-SP Esporte         | A       |
| 3  | Éder Carbonera                     | 19.10.1983 (27)       | 204         | Cimed Esporte Clube     | Ś       |
| 4  | William Arjona                     | 31.07.1979 (31)       | 185         | Sada Cruzeiro Vôlei     | R       |
| 5  | Sidnei Dos Santos Junior (Sidão)   | 09.07.1982 (28)       | 203         | SESI-SP Esporte         | Ś       |
| 6  | Leandro Vissotto Neves             | 30.04.1983 (28)       | 212         | Vôlei Futuro            | A       |
| 7  | Gilberto de Godoy Filho (Giba) (K) | 23.12.1976 (34)       | 192         | Esporte Clube Pinheiros | P       |
| 8  | Murilo Endres                      | 03.05.1981 (30)       | 190         | SESI-SP Esporte         | P       |
| 9  | Théo Fabrício Nery Lopes           | 31.08.1983 (27)       | 199         | Suntory Sunbirds        | A       |
| 10 | Sérgio Dutra Santos                | 15.10.1975 (35)       | 184         | SESI-SP Esporte         | L       |
| 11 | Thiago Soares Alves                | 26.07.1986 (24)       | 194         | SESI-SP Esporte         | P       |
| 12 | João Paulo Tavares                 | 30.03.1983 (28)       | 204         | Cimed Esporte Clube     | A       |
| 13 | Gustavo Endres                     | 23.08.1975 (35)       | 203         | Esporte Clube Pinheiros | Ś       |
| 14 | Rodrigo Santana (Rodrigão)         | 17.04.1979 (32)       | 205         | Ziraat Bankası          | Ś       |
| 15 | João Paulo Bravo                   | 07.01.1979 (32)       | 196         | Arkas Spor Izmir        | P       |
| 16 | Lucas Saatkamp                     | 06.03.1986 (25)       | 209         | Vôlei Futuro            | Ś       |
| 17 | Marlon Muraguti Yared              | 27.07.1977 (33)       | 188         | Minas Tênis Clube       | R       |
| 18 | Dante Guimarães Amaral             | 30.09.1980 (30)       | 201         | Dinamo Moskwa           | P       |
| 19 | Mario da Silva Pedreira Junior     | 03.05.1982 (29)       | 192         | Vôlei Futuro            | L       |
| 20 | Raphael Vieira de Oliveira         | 14.06.1979 (31)       | 190         | Trentino Volley         | R       |

## Bułgaria
Trener: Radostin Stojczew
Asystent:  Camillo Placi
| Nr | Imię i nazwisko      | Data urodzenia (wiek) | Wzrost (cm) | Klub                               | Pozycja |
| -- | -------------------- | --------------------- | ----------- | ---------------------------------- | ------- |
| 1  | Georgi Bratoew       | 21.10.1987 (23)       | 202         | Tiumeń                             | R       |
| 2  | Christo Cwetanow     | 29.03.1978 (33)       | 198         | Lokomotiw Jekaterynburg            | Ś       |
| 3  | Andrej Żekow         | 12.03.1980 (31)       | 194         | Galatasaray                        | R       |
| 4  | Władisław Iwanow     | 14.03.1987 (24)       | 188         | Lewski Sofia                       | L       |
| 5  | Swetosław Gocew      | 31.08.1990 (20)       | 202         | Pirin Bałkanstroj Razłog           | Ś       |
| 6  | Matej Kazijski       | 23.09.1984 (26)       | 203         | Trentino Volley                    | P       |
| 7  | Konstantin Mitew     | 27.10.1984 (25)       | 196         | Pirin Bałkanstroj Razłog           | R       |
| 8  | Bojan Jordanow       | 12.03.1983 (28)       | 197         | Panathinaikos AO                   | A       |
| 9  | Metodi Ananiew       | 17.02.1986 (25)       | 203         | Callipo Sport                      | P       |
| 10 | Walentin Bratoew     | 21.10.1987 (22)       | 198         | Trentino Volley                    | P       |
| 11 | Władimir Nikołow (K) | 03.10.1977 (32)       | 200         | Piemonte Volley                    | A       |
| 12 | Wiktor Josifow       | 16.10.1985 (24)       | 204         | M. Roma Volley                     | Ś       |
| 13 | Martin Bożiłow       | 11.04.1988 (23)       | 190         | Marek Dupnica                      | P/L     |
| 14 | Teodor Todorow       | 01.09.1989 (21)       | 208         | CSKA Sofia                         | Ś       |
| 15 | Todor Aleksiew       | 17.02.1986 (25)       | 200         | İstanbul Büyükşehir Belediyesi     | P       |
| 16 | Kostadin Gadżanow    | 18.03.1986 (25)       | 208         | Pirin Bałkanstroj Razłog           | Ś       |
| 17 | Nikołaj Penczew      | 22.05.1992 (18)       | 196         | Pirin Bałkanstroj Razłog           | P       |
| 18 | Mirosław Gradinarow  | 10.02.1985 (26)       | 203         | Club Sportif Sfaxien               | Ś       |
| 19 | Cwetan Sokołow       | 31.12.1989 (20)       | 207         | Trentino Volley                    | A       |
| 20 | Danaił Miłuszew      | 03.02.1984 (27)       | 200         | New Mater Volley Castellana Grotte | A       |

## Finlandia
Trener:  Daniel Castellani
Asystent: Jussi Heino
| Nr | Imię i nazwisko      | Data urodzenia (wiek) | Wzrost (cm) | Klub                           | Pozycja |
| -- | -------------------- | --------------------- | ----------- | ------------------------------ | ------- |
| 1  | Sauli Sinkkonen      | 14.09.1989 (21)       | 195         | Tampereen Isku-Volley          | Ś       |
| 2  | Eemi Tervaportti     | 26.07.1989 (21)       | 193         | Avignon Volley-Ball            | R       |
| 3  | Mikko Esko           | 03.09.1978 (32)       | 198         | Pallavolo Modena               | R       |
| 4  | Tommi Roininen       | 01.02.1984 (27)       | 185         | Tampereen Isku-Volley          | L       |
| 5  | Antti Siltala        | 14.03.1984 (27)       | 193         | Delecta Bydgoszcz              | P       |
| 6  | Tuomas Sammelvuo (K) | 16.02.1976 (35)       | 193         | Lokomotiw Nowosybirsk          | P/L     |
| 7  | Matti Hietanen       | 03.01.1983 (28)       | 199         | Volley Bastia                  | P       |
| 8  | Jari Tuominen        | 11.09.1986 (24)       | 200         | Çankaya Belediyesi Anka        | P       |
| 9  | Tuomas Tihinen       | 26.12.1979 (31)       | 196         | Tampereen Isku-Volley          | P       |
| 10 | Urpo Sivula          | 15.03.1988 (23)       | 195         | Volley Cavriago                | P       |
| 11 | Henri Tuomi          | 14.12.1982 (28)       | 196         | Raision Loimu                  | Ś       |
| 12 | Olli Kunnari         | 02.02.1982 (29)       | 196         | İstanbul Büyükşehir Belediyesi | P       |
| 13 | Mikko Oivanen        | 26.05.1986 (25)       | 198         | İstanbul Büyükşehir Belediyesi | A       |
| 14 | Konstantin Shumov    | 15.02.1985 (26)       | 205         | Gabeca Pallavolo Spa           | Ś       |
| 15 | Matti Oivanen        | 26.05.1986 (25)       | 198         | Volley Forlì                   | Ś       |
| 16 | Joni Mikkonen        | 13.06.1986 (24)       | 194         | Moerser SC                     | A       |
| 17 | Jani Sippola         | 04.05.1990 (21)       | 191         | Saimaa Volley                  | R       |
| 18 | Jukka Lehtonen       | 22.02.1982 (29)       | 197         | GFCO Ajaccio                   | Ś       |
| 19 | Pasi Hyvärinen       | 22.11.1987 (23)       | 184         | GFCO Ajaccio                   | L       |
| 20 | Jarmo Korhonen       | 25.07.1986 (24)       | 178         | Muuramen Lentopallo            | L       |

## Francja
Trener: Philippe Blain
Asystent: Jocelyn Trillon
| Nr | Imię i nazwisko         | Data urodzenia (wiek) | Wzrost (cm) | Klub                              | Pozycja |
| -- | ----------------------- | --------------------- | ----------- | --------------------------------- | ------- |
| 1  | Xavier Kapfer           | 07.11.1981 (29)       | 191         | Fart Kielce                       | P       |
| 2  | Jenia Grebennikov       | 13.08.1990 (20)       | 188         | Rennes Volley 35                  | L       |
| 3  | Gérald Hardy-Dessources | 09.02.1983 (28)       | 197         | AS Cannes                         | Ś       |
| 4  | Antonin Rouzier         | 18.08.1986 (24)       | 201         | Stade Poitevin Poitiers           | A       |
| 5  | Romain Vadeleux         | 12.02.1983 (28)       | 196         | Associazione Sportiva Volley Lube | Ś       |
| 6  | Benjamin Toniutti       | 30.10.1989 (21)       | 183         | Arago de Sète                     | R       |
| 7  | Nicolas Marechal        | 04.03.1987 (24)       | 198         | Stade Poitevin Poitiers           | P       |
| 8  | Marien Moreau           | 25.10.1983 (27)       | 201         | AS Cannes                         | A       |
| 9  | Guillaume Samica (K)    | 28.09.1981 (29)       | 198         | Iskra Odincowo                    | P       |
| 10 | Jean-Philippe Sol       | 01.01.1986 (25)       | 198         | Stade Poitevin Poitiers           | Ś       |
| 11 | Julien Lyneel           | 15.04.1990 (21)       | 192         | Montpellier UC                    | P       |
| 12 | Marc Zopie              | 31.05.1987 (23)       | 198         | Stade Poitevin Poitiers           | Ś       |
| 13 | Pierre Pujol            | 13.07.1984 (26)       | 190         | Sisley Treviso                    | R       |
| 14 | Toafa Takaniko          | 29.05.1985 (25)       | 193         | AS Cannes                         | R       |
| 15 | Samuel Tuia             | 24.07.1986 (24)       | 195         | AZS Olsztyn                       | P       |
| 16 | Guillaume Quesque       | 29.04.1989 (22)       | 202         | Montpellier UC                    | P       |
| 17 | Franck Laffite          | 08.03.1989 (22)       | 203         | Montpellier UC                    | Ś       |
| 18 | Jean-François Exiga     | 09.03.1982 (29)       | 176         | Gabeca Pallavolo Spa              | L       |
| 19 | Baptiste Geiler         | 12.03.1987 (24)       | 196         | Arago de Sète                     | P       |
| 20 | Mory Sidibe             | 17.06.1987 (23)       | 193         | Noliko Maaseik                    | A       |

## Japonia
Trener: Tatsuya Ueta
Asystent: Yuichi Nakagaichi
| Nr | Imię i nazwisko   | Data urodzenia (wiek) | Wzrost (cm) | Klub                | Pozycja |
| -- | ----------------- | --------------------- | ----------- | ------------------- | ------- |
| 1  | Daisuke Sakai     | 22.10.1981 (29)       | 180         | JT Thunders         | L       |
| 2  | Yūta Abe          | 08.08.1981 (29)       | 191         | Toray Arrows        | R       |
| 3  | Takeshi Nagano    | 11.07.1985 (25)       | 176         | Panasonic Panthers  | L       |
| 4  | Yusuke Matsuta    | 31.10.1982 (28)       | 200         | Panasonic Panthers  | Ś       |
| 5  | Daisuke Usami (K) | 29.03.1979 (32)       | 184         | Panasonic Panthers  | R       |
| 6  | Yoshifumi Suzuki  | 31.03.1983 (28)       | 200         | Suntory Sunbirds    | Ś       |
| 7  | Takahiro Yamamoto | 12.07.1978 (32)       | 201         | Panasonic Panthers  | A       |
| 8  | Yuya Ageba        | 30.09.1983 (27)       | 191         | F.C. Tokyo          | A       |
| 9  | Takaaki Tomimatsu | 20.07.1984 (26)       | 191         | Toray Arrows        | Ś       |
| 10 | Osamu Tanabe      | 10.04.1979 (32)       | 181         | Toray Arrows        | L       |
| 11 | Naoya Suga        | 17.05.1985 (26)       | 178         | JT Thunders         | R       |
| 12 | Kota Yamamura     | 20.10.1980 (30)       | 205         | Suntory Sunbirds    | Ś       |
| 13 | Kunihiro Shimizu  | 11.08.1986 (24)       | 192         | Panasonic Panthers  | A       |
| 14 | Tatsuya Fukuzawa  | 01.07.1986 (24)       | 189         | Panasonic Panthers  | P       |
| 15 | Tatsuya Yoneyama  | 23.09.1986 (24)       | 183         | Suntory Sunbirds    | P       |
| 16 | Yusuke Ishijima   | 09.01.1984 (27)       | 197         | Sakai Blazers       | P/Ś     |
| 17 | Yū Koshikawa      | 30.06.1984 (26)       | 189         | Pallavolo Padwa     | P       |
| 18 | Yuta Yoneyama     | 29.08.1984 (26)       | 185         | Toray Arrows        | P       |
| 19 | Shogo Okamoto     | 30.03.1987 (24)       | 180         | Suntory Sunbirds    | R       |
| 20 | Takashi Dekita    | 13.08.1991 (19)       | 199         | Uniwersytet Tsukuba | P       |

## Korea Południowa
Trener: Park Ki-won
Asystent: Kim Keung-un
| Nr | Imię i nazwisko    | Data urodzenia (wiek) | Wzrost (cm) | Klub                            | Pozycja |
| -- | ------------------ | --------------------- | ----------- | ------------------------------- | ------- |
| 1  | Song Byung-il      | 03.04.1983 (28)       | 196         | Woori Capital                   | R       |
| 2  | Han Sun-soo        | 16.12.1985 (25)       | 189         | Korean Airlines Co.             | R       |
| 3  | Kwon Young-min (K) | 05.07.1980 (30)       | 190         | Hyundai Capital Co.             | R       |
| 4  | Jeon Kwang-in      | 18.09.1991 (19)       | 193         | Sungkyunkwan University         | P       |
| 5  | Yeo Oh-hyun        | 02.09.1978 (32)       | 175         | Samsung Fire & Marine Insurance | L       |
| 6  | Lee Kyung-soo      | 27.04.1979 (32)       | 198         | LIG Insurance                   | P       |
| 7  | Lee Sun-kyu        | 14.03.1981 (30)       | 199         | Hyundai Capital Co.             | Ś       |
| 8  | Kim Hak-min        | 04.09.1983 (27)       | 193         | Korean Airlines Co.             | P       |
| 9  | Kwak Seung-suk     | 23.03.1988 (23)       | 190         | Korean Airlines Co.             | P       |
| 10 | Yun Bong-woo       | 20.01.1982 (29)       | 199         | Hyundai Capital Co.             | Ś       |
| 11 | Park Chul-woo      | 25.07.1985 (25)       | 198         | Samsung Fire & Marine Insurance | A       |
| 12 | Kim Jung-hwan      | 23.03.1988 (23)       | 196         | Woori Capital                   | A       |
| 13 | Choi Hong-suk      | 26.06.1988 (22)       | 195         | Kyonggi University              | P/A     |
| 14 | Kim Yo-han         | 16.08.1985 (25)       | 200         | LIG Insurance                   | A       |
| 15 | Ha Hyun-yong       | 09.05.1982 (29)       | 198         | Zespół Sił Zbrojnych            | Ś       |
| 16 | Park Jun-bum       | 12.06.1988 (22)       | 198         | Kepco 45                        | A       |
| 17 | Ha Kyoung-min      | 27.07.1982 (18)       | 201         | Kepco 45                        | Ś       |
| 18 | Shin Yung-suk      | 04.10.1986 (24)       | 198         | Woori Capital                   | Ś       |
| 19 | Lee Kang-joo       | 30.06.1983 (27)       | 185         | Woori Capital                   | P/A     |
| 20 | Kim Eun-seop       | 15.06.1989 (21)       | 211         | Inha University                 | A       |

## Kuba
Trener: Orlando Samuels Blackwood
Asystent: Idalberto Valdés Pedro
| Nr | Imię i nazwisko                    | Data urodzenia (wiek) | Wzrost (cm) | Klub             | Pozycja |
| -- | ---------------------------------- | --------------------- | ----------- | ---------------- | ------- |
| 1  | Wilfredo León Venero (K)           | 31.07.1993 (17)       | 201         | Santiago de Cuba | P       |
| 2  | Lian Sem Estrada Jova              | 12.12.1982 (28)       | 196         | Santiago de Cuba | R       |
| 3  | Gustavo Leyva Álvarez              | 14.12.1985 (25)       | 180         | Ciudad Habana    | L       |
| 4  | Yassel Perdomo Naranjo             | 23.03.1993 (18)       | 201         | Santiago de Cuba | Ś       |
| 5  | Leandro Macías Infante             | 13.02.1990 (20)       | 192         | Santiago de Cuba | R       |
| 6  | Keibel Gutiérrez Torna             | 06.05.1987 (24)       | 178         | Villa Clara      | L       |
| 7  | Osmany Camejo Durruty              | 18.02.1983 (28)       | 202         | Ciudad Habana    | Ś       |
| 8  | Rolando Cepeda Abreu               | 13.03.1989 (22)       | 198         | Sancti Spiritus  | A       |
| 9  | Liván Osoria Rodríguez             | 05.02.1994 (17)       | 201         | Santiago de Cuba | A       |
| 10 | Dennys de Jesús Hernández Martínez | 24.02.1994 (17)       | 190         | Pinar del Río    | P       |
| 11 | Lázaro Raydel Fundora Travieso     | 13.02.1994 (17)       | 195         | Ciudad Habana    | P       |
| 12 | Henry Bell Cisnero                 | 27.07.1982 (28)       | 188         | Santiago de Cuba | P       |
| 13 | Roberlandy Simón Aties             | 11.06.1987 (23)       | 206         | Ciudad Habana    | Ś       |
| 14 | Raydel Hierrezuelo Aguirre         | 14.07.1987 (23)       | 196         | Ciudad Habana    | R       |
| 15 | Dariel Albó Miranda                | 11.02.1992 (19)       | 201         | Ciudad Habana    | Ś       |
| 16 | Isbel Mesa Sandobal                | 02.06.1989 (21)       | 204         | Ciudad Habana    | Ś       |
| 17 | Yosniel Guillén Gato               | 20.10.1988 (22)       | 178         | Ciudad Habana    | L       |
| 18 | Yoandri Díaz Carmenate             | 04.01.1985 (26)       | 196         | Ciudad Habana    | R       |
| 19 | Fernando Hernández Ramos           | 11.09.1989 (21)       | 196         | Ciudad Habana    | A       |

## Niemcy
Trener:  Raúl Lozano
Asystent:  Juan Manuel Serramalera
| Nr | Imię i nazwisko    | Data urodzenia (wiek) | Wzrost (cm) | Klub                | Pozycja |
| -- | ------------------ | --------------------- | ----------- | ------------------- | ------- |
| 1  | Marcus Popp        | 23.09.1981 (29)       | 192         | Pallavolo Piacenza  | P       |
| 2  | Markus Steuerwald  | 07.03.1989 (22)       | 182         | Paris Volley        | L       |
| 3  | Sebastian Schwarz  | 02.10.1985 (25)       | 197         | Umbria Volley       | P       |
| 4  | Simon Tischer      | 24.04.1982 (29)       | 194         | Ziraat Bankası      | R       |
| 5  | Björn Andrae (K)   | 14.05.1981 (30)       | 200         | Kuzbass Kemerowo    | P       |
| 6  | Denis Kaliberda    | 24.06.1990 (20)       | 193         | TSV Unterhaching    | P       |
| 7  | Jaromir Zachrich   | 14.04.1985 (26)       | 201         | evivo Düren         | Ś       |
| 8  | Marcus Böhme       | 25.08.1985 (25)       | 211         | VfB Friedrichshafen | Ś       |
| 9  | Stefan Hübner      | 13.06.1975 (35)       | 200         | evivo Düren         | Ś       |
| 10 | Jochen Schöps      | 08.10.1983 (27)       | 200         | Iskra Odincowo      | A       |
| 11 | Lukas Kampa        | 29.11.1986 (24)       | 196         | VC Bottrop 90       | R       |
| 12 | Ferdinand Tille    | 08.12.1988 (22)       | 185         | TSV Unterhaching    | L       |
| 13 | Christian Dünnes   | 16.06.1984 (26)       | 207         | evivo Düren         | A       |
| 14 | Robert Kromm       | 09.03.1984 (27)       | 212         | Ural Ufa            | P       |
| 15 | Max Günthör        | 09.08.1985 (25)       | 207         | TSV Unterhaching    | Ś       |
| 16 | Christian Fromm    | 15.08.1990 (20)       | 204         | VfB Friedrichshafen | P       |
| 17 | Patrick Steuerwald | 03.03.1986 (25)       | 180         | Umbria Volley       | R       |
| 18 | Falko Steinke      | 26.03.1985 (26)       | 205         | TV Rottenburg       | A       |
| 19 | Tim Broshog        | 02.12.1987 (23)       | 205         | Moerser SC          | Ś       |
| 20 | Ricardo Galandi    | 18.05.1989 (22)       | 200         | SCC Berlin          | Ś       |

## Polska
Trener:  Andrea Anastasi
Asystent:  Andrea Gardini
| Nr | Imię i nazwisko    | Data urodzenia (wiek) | Wzrost (cm) | Klub                        | Pozycja |
| -- | ------------------ | --------------------- | ----------- | --------------------------- | ------- |
| 1  | Piotr Nowakowski   | 18.12.1987 (23)       | 205         | AZS Częstochowa             | Ś       |
| 2  | Paweł Zatorski     | 21.06.1990 (20)       | 184         | Skra Bełchatów              | L       |
| 3  | Piotr Gruszka (K)  | 08.03.1977 (34)       | 206         | Halkbank                    | A       |
| 4  | Grzegorz Kosok     | 02.03.1986 (25)       | 206         | Resovia                     | Ś       |
| 5  | Karol Kłos         | 08.08.1989 (21)       | 200         | Skra Bełchatów              | Ś       |
| 6  | Bartosz Kurek      | 29.08.1988 (22)       | 205         | Skra Bełchatów              | P       |
| 7  | Jakub Jarosz       | 10.02.1987 (24)       | 195         | ZAKSA Kędzierzyn-Koźle      | A       |
| 8  | Bartosz Janeczek   | 12.07.1987 (23)       | 197         | AZS Częstochowa             | A       |
| 9  | Zbigniew Bartman   | 04.05.1987 (24)       | 198         | AZS Politechnika Warszawska | A       |
| 10 | Marcel Gromadowski | 19.12.1985 (25)       | 200         | AZS Olsztyn                 | A       |
| 11 | Fabian Drzyzga     | 03.01.1990 (21)       | 196         | AZS Częstochowa             | R       |
| 12 | Paweł Woicki       | 19.06.1983 (27)       | 183         | Skra Bełchatów              | R       |
| 13 | Michał Kubiak      | 18.07.1988 (22)       | 191         | AZS Politechnika Warszawska | P       |
| 14 | Michał Ruciak      | 22.08.1983 (27)       | 189         | ZAKSA Kędzierzyn-Koźle      | P       |
| 15 | Łukasz Żygadło     | 02.08.1979 (31)       | 200         | Trentino Volley             | R       |
| 16 | Krzysztof Ignaczak | 15.05.1978 (33)       | 188         | Resovia                     | L       |
| 17 | Michał Bąkiewicz   | 22.03.1981 (30)       | 196         | Skra Bełchatów              | P       |
| 18 | Marcin Możdżonek   | 09.02.1985 (26)       | 211         | Skra Bełchatów              | Ś       |
| 19 | Mateusz Mika       | 21.01.1991 (20)       | 206         | Resovia                     | P       |
| 20 | Piotr Hain         | 26.02.1991 (20)       | 207         | AZS Olsztyn                 | Ś       |

## Portoryko
Trener:  Carlos Cardona
Asystent: Ramón Hernández
| Nr | Imię i nazwisko      | Data urodzenia (wiek) | Wzrost (cm) | Klub                        | Pozycja |
| -- | -------------------- | --------------------- | ----------- | --------------------------- | ------- |
| 1  | José Rivera          | 02.07.1977 (33)       | 192         | Nuevos Gigantes de Carolina | P       |
| 2  | Gregory Berríos      | 24.01.1979 (32)       | 182         | Mets de Guaynabo            | L       |
| 3  | Juan Figueroa        | 03.06.1986 (24)       | 189         | Plataneros de Corozal       | P       |
| 4  | Víctor Rivera        | 30.08.1976 (34)       | 195         | Mets de Guaynabo            | P       |
| 5  | Roberto Muñiz        | 11.06.1980 (20)       | 196         | Leones de Ponce             | Ś       |
| 6  | Ángel Pérez          | 20.05.1982 (29)       | 190         | Mets de Guaynabo            | R       |
| 7  | Enrique Escalante    | 06.08.1984 (26)       | 195         | Patriotas de Lares          | Ś       |
| 8  | Daniel Erazo         | 16.08.1987 (23)       | 188         | Patriotas de Lares          | Ś       |
| 9  | Edgardo Goas         | 27.01.1989 (22)       | 193         | brak                        | R       |
| 10 | Jorge López          | 06.02.1992 (19)       | 188         | Indios de Mayagüez          | P       |
| 11 | Steven Morales       | 07.04.1992 (19)       | 195         | Plataneros de Corozal       | A       |
| 12 | Héctor Soto (K)      | 20.06.1978 (32)       | 197         | Mets de Guaynabo            | A       |
| 13 | Jean Carlos Ortiz    | 23.02.1988 (23)       | 193         | Indios de Mayagüez          | A       |
| 14 | Fernando Morales     | 04.02.1982 (29)       | 186         | Plataneros de Corozal       | R       |
| 15 | Ezequiel Cruz Lozada | 15.07.1986 (24)       | 191         | Plataneros de Corozal       | P       |
| 16 | Sequiel Sánchez      | 24.03.1990 (21)       | 191         | brak                        | P       |
| 17 | Ramón Burgos         | 15.01.1993 (18)       | 198         | brak                        | Ś       |
| 18 | Cristian Rivera      | 08.08.1993 (17)       | 198         | brak                        | P       |
| 19 | Joel Rivera          | 11.06.1981 (29)       | 185         | Nuevos Gigantes de Carolina | L       |
| 20 | Dennis Del Valle     | 27.01.1989 (22)       | 175         | brak                        | L       |

## Portugalia
Trener: Juan Diaz
Asystent: Hugo Silva
| Nr | Imię i nazwisko    | Data urodzenia (wiek) | Wzrost (cm) | Klub                    | Pozycja |
| -- | ------------------ | --------------------- | ----------- | ----------------------- | ------- |
| 1  | Marcel Gil         | 08.05.1990 (21)       | 206         | CV Pòrtol               | Ś       |
| 2  | Carlos Teixeira    | 11.03.1976 (35)       | 182         | Stade Poitevin Poitiers | L       |
| 3  | Manuel Silva       | 28.12.1973 (37)       | 192         | AJ Fonte Bastardo       | P       |
| 4  | João Malveiro      | 08.12.1979 (31)       | 198         | Castêlo da Maia GC      | Ś       |
| 5  | Marco Ferreira     | 04.10.1987 (23)       | 200         | AD Machico              | A       |
| 6  | Alexandre Ferreira | 13.11.1991 (19)       | 200         | Esmoriz GC              | P       |
| 7  | Ivo Casas          | 21.09.1992 (18)       | 179         | Leixões SC              | L       |
| 8  | Tiago Violas       | 27.03.1989 (22)       | 193         | Esmoriz GC              | R       |
| 9  | Carlos Fidalgo     | 16.05.1987 (24)       | 198         | Twente '05              | R       |
| 10 | Filipe Pinto       | 26.02.1991 (20)       | 194         | Leixões SC              | A       |
| 11 | Frederico Siqueira | 05.04.1983 (28)       | 206         | EA Patras               | Ś       |
| 12 | João José (K)      | 07.06.1978 (32)       | 195         | VfB Friedrichshafen     | Ś       |
| 13 | Valdir Sequeira    | 22.11.1981 (29)       | 196         | Top Volley Gela         | A       |
| 14 | Flávio Cruz        | 28.08.1982 (28)       | 194         | SL Benfica              | P       |
| 15 | Rui Santos         | 24.03.1984 (27)       | 203         | AJ Fonte Bastardo       | Ś       |
| 16 | Hugo Gaspar        | 02.09.1982 (28)       | 200         | SL Benfica              | A       |
| 17 | João Fidalgo       | 02.11.1986 (24)       | 172         | Vitória SC              | L       |
| 18 | André Lopes        | 12.09.1982 (28)       | 193         | Stade Poitevin Poitiers | P       |
| 19 | José Monteiro      | 21.10.1991 (19)       | 180         | Esmoriz GC              | R       |
| 20 | João Simões        | 11.06.1986 (24)       | 194         | Castêlo da Maia GC      | P       |

## Rosja

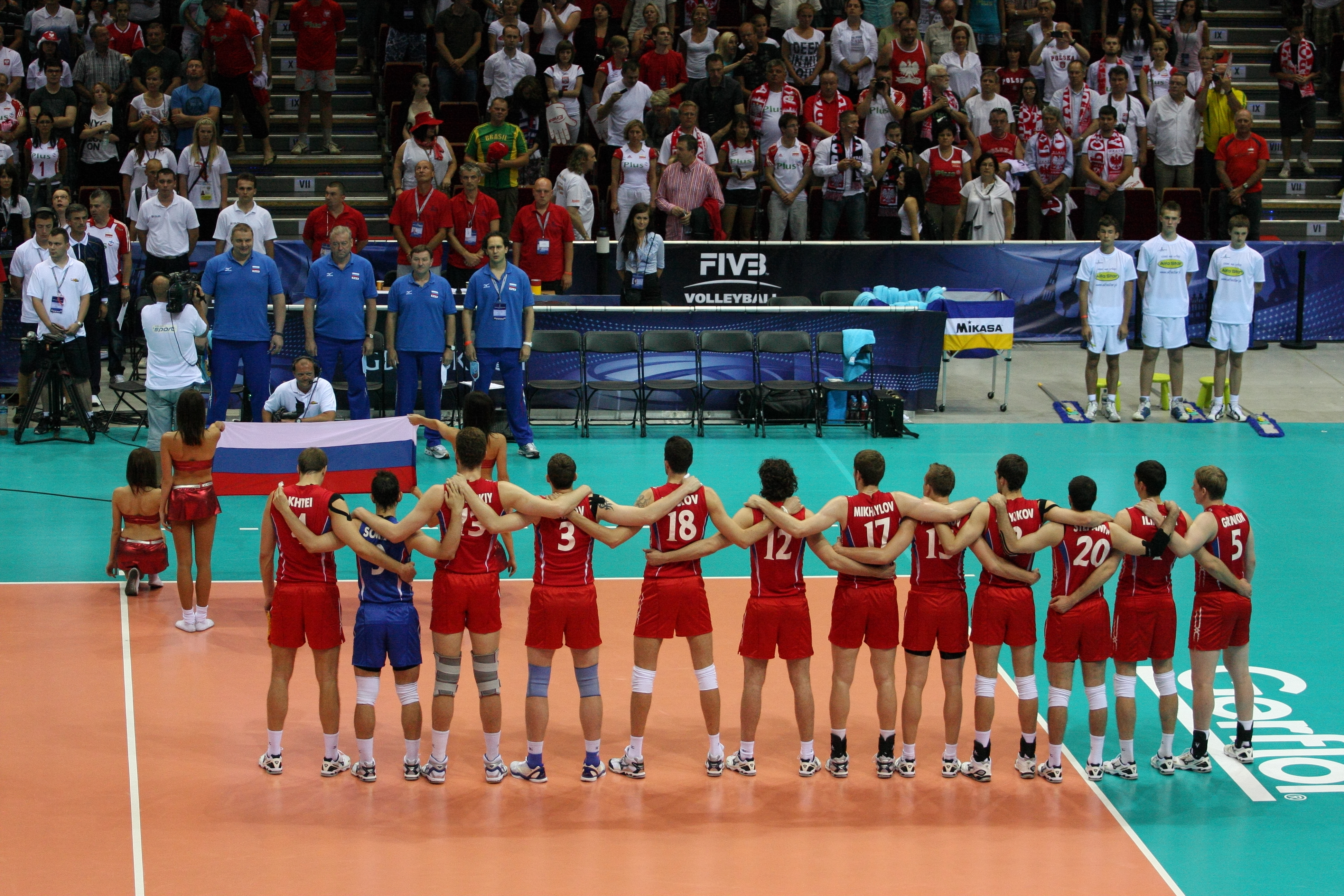
Reprezentanci Rosji w Lidze Światowej 2011

Trener: Władimir Alekno
Asystent: Oleg Moliboga
| Nr | Imię i nazwisko     | Data urodzenia (wiek) | Wzrost (cm) | Klub                  | Pozycja |
| -- | ------------------- | --------------------- | ----------- | --------------------- | ------- |
| 1  | Dmitrij Iljinych    | 31.01.1987 (24)       | 201         | Lokomotiw Biełgorod   | P/A     |
| 2  | Siemion Połtawski   | 08.02.1981 (30)       | 205         | Jarosławicz Jarosław  | A       |
| 3  | Nikołaj Apalikow    | 26.08.1982 (28)       | 203         | Zenit Kazań           | Ś       |
| 4  | Taras Chtiej (K)    | 22.05.1982 (29)       | 205         | Lokomotiw Biełgorod   | P       |
| 5  | Siergiej Grankin    | 21.01.1985 (26)       | 195         | Dinamo Moskwa         | R       |
| 6  | Nikołaj Pawłow      | 22.05.1982 (29)       | 196         | Lokomotiw Nowosybirsk | A       |
| 7  | Siergiej Makarow    | 28.03.1980 (30)       | 196         | Iskra Odincowo        | R       |
| 8  | Dienis Biriukow     | 08.12.1988 (22)       | 202         | Gazprom Surgut        | P       |
| 9  | Aleksandr Sokołow   | 01.03.1982 (29)       | 193         | Fakieł Nowy Urengoj   | L       |
| 10 | Jurij Bierieżko     | 27.01.1984 (27)       | 198         | Pallavolo Modena      | P       |
| 11 | Dmitrij Krasikow    | 08.02.1987 (24)       | 202         | Fakieł Nowy Urengoj   | P       |
| 12 | Aleksandr But´ko    | 18.03.1986 (25)       | 198         | Lokomotiw Nowosybirsk | R       |
| 13 | Dmitrij Muserski    | 29.10.1988 (22)       | 218         | Lokomotiw Biełgorod   | P       |
| 14 | Dmitrij Szczerbinin | 10.09.1989 (21)       | 205         | Dinamo Moskwa         | Ś       |
| 15 | Aleksiej Spiridonow | 26.06.1988 (22)       | 196         | Iskra Odincowo        | P       |
| 16 | Aleksandr Gucaluk   | 15.01.1988 (23)       | 205         | Gazprom Surgut        | Ś       |
| 17 | Maksim Michajłow    | 19.03.1988 (23)       | 203         | Zenit Kazań           | A       |
| 18 | Aleksandr Wołkow    | 14.02.1985 (26)       | 210         | Piemonte Volley       | Ś       |
| 19 | Walerij Komarow     | 21.03.1980 (30)       | 187         | Lokomotiw Nowosybirsk | L       |
| 20 | Chaczatur Stepanian | 21.03.1985 (26)       | 192         | Dinamo Moskwa         | L/P     |

## Serbia
Trener:  Igor Kolaković
Asystent: Željko Bulatović
| Nr | Imię i nazwisko         | Data urodzenia (wiek) | Wzrost (cm) | Klub                              | Pozycja |
| -- | ----------------------- | --------------------- | ----------- | --------------------------------- | ------- |
| 1  | Nikola Kovačević        | 14.02.1983 (28)       | 193         | Latina Volley                     | P       |
| 2  | Uroš Kovačević          | 06.05.1993 (18)       | 197         | ACH Volley Bled                   | P       |
| 3  | Miloš Vemić             | 08.03.1987 (24)       | 202         | VfB Friedrichshafen               | P       |
| 4  | Bojan Janić (K)         | 11.03.1982 (29)       | 198         | Jarosławicz Jarosław              | P       |
| 5  | Vlado Petković          | 06.01.1983 (28)       | 198         | ACH Volley Bled                   | R       |
| 6  | Miloš Terzić            | 13.06.1987 (23)       | 202         | Crvena zvezda Belgrad             | P       |
| 7  | Dragan Stanković        | 18.10.1985 (25)       | 205         | Associazione Sportiva Volley Lube | Ś       |
| 8  | Marko Samardžić         | 22.02.1983 (28)       | 190         | AS Aris                           | L       |
| 9  | Konstantin Čupković     | 02.01.1987 (24)       | 202         | M. Roma Volley                    | P       |
| 10 | Miloš Nikić             | 31.03.1986 (25)       | 194         | Umbria Volley                     | P       |
| 11 | Mihajlo Mitić           | 17.09.1990 (20)       | 201         | Crvena zvezda Belgrad             | R       |
| 12 | Milan Rašić             | 02.02.1985 (26)       | 205         | ACH Volley Bled                   | Ś       |
| 13 | Tomislav Dokić          | 27.02.1986 (25)       | 204         | Volley Bastia                     | A       |
| 14 | Aleksandar Atanasijević | 04.09.1991 (19)       | 200         | Partizan Belgrad                  | A       |
| 15 | Saša Starović           | 19.10.1988 (22)       | 207         | Latina Volley                     | A       |
| 16 | Veljko Petković         | 23.01.1977 (34)       | 199         | Budvanska Rivijera Budva          | R       |
| 17 | Borislav Petrović       | 06.01.1988 (23)       | 201         | Vojvodina Nowy Sad                | Ś       |
| 18 | Marko Podraščanin       | 29.08.1987 (23)       | 204         | Associazione Sportiva Volley Lube | Ś       |
| 19 | Nikola Rosić            | 05.08.1984 (26)       | 192         | VfB Friedrichshafen               | L       |
| 20 | Nemanja Radović         | 26.12.1990 (20)       | 202         | Radnički Kragujevac               | Ś       |

## Stany Zjednoczone
Trener: Alan Knipe
Asystent: Gary Sato
| Nr | Imię i nazwisko    | Data urodzenia (wiek) | Wzrost (cm) | Klub                    | Pozycja |
| -- | ------------------ | --------------------- | ----------- | ----------------------- | ------- |
| 1  | Matthew Anderson   | 18.04.1987 (24)       | 204         | Callipo Sport           | P       |
| 2  | Sean Rooney        | 13.11.1982 (28)       | 206         | Gabeca Pallavolo Spa    | P       |
| 3  | Evan Patak         | 23.06.1984 (26)       | 201         | Korean Air Jumbos       | A       |
| 4  | David Lee          | 08.03.1982 (29)       | 203         | Kuzbass Kemerowo        | Ś       |
| 5  | Richard Lambourne  | 06.05.1975 (36)       | 190         | Fart Kielce             | L       |
| 6  | Paul Lotman        | 03.11.1985 (25)       | 200         | Blu Volley Werona       | P       |
| 7  | Donald Suxho       | 21.02.1976 (35)       | 196         | brak                    | R       |
| 8  | William Priddy (K) | 01.10.1977 (33)       | 194         | Zenit Kazań             | P       |
| 9  | Ryan Millar        | 22.01.1978 (33)       | 204         | Resovia                 | Ś       |
| 10 | Brian Thornton     | 22.04.1985 (26)       | 190         | Chaumont Volley-Ball 52 | R       |
| 11 | Jonathan Winder    | 04.01.1986 (25)       | 203         | PAOK                    | R       |
| 12 | Russell Holmes     | 01.07.1982 (28)       | 205         | Minas Tênis Clube       | Ś       |
| 13 | Clayton Stanley    | 20.01.1978 (33)       | 205         | Ural Ufa                | A       |
| 14 | Kevin Hansen       | 19.03.1982 (29)       | 196         | Fakieł Nowy Urengoj     | R       |
| 15 | Gabriel Gardner    | 18.03.1976 (35)       | 209         | Volley Bastia           | A       |
| 16 | Jayson Jablonsky   | 23.07.1985 (25)       | 198         | Olympiakos SFP          | P       |
| 17 | Maxwell Holt       | 12.03.1987 (24)       | 205         | Pallavolo Piacenza      | Ś       |
| 18 | Scott Touzinsky    | 22.04.1982 (29)       | 198         | SCC Berlin              | P       |
| 19 | Robert Tarr        | 09.01.1984 (27)       | 194         | Al-Ahly Doha            | P       |
| 20 | David Smith        | 15.05.1985 (26)       | 201         | CV Almería              | Ś       |

## Włochy
Trener: Mauro Berruto
Asystent: Andrea Brogioni
| Nr | Imię i nazwisko     | Data urodzenia (wiek) | Wzrost (cm) | Klub                               | Pozycja |
| -- | ------------------- | --------------------- | ----------- | ---------------------------------- | ------- |
| 1  | Enrico Cester       | 16.03.1988 (23)       | 202         | Umbria Volley                      | Ś       |
| 2  | Jiří Kovář          | 10.04.1989 (22)       | 202         | Sisley Treviso                     | P       |
| 3  | Massimo Colaci      | 21.02.1985 (26)       | 180         | Trentino Volley                    | L       |
| 4  | Andrea Bari         | 05.03.1980 (31)       | 185         | Trentino Volley                    | L       |
| 5  | Giorgio De Togni    | 07.07.1985 (25)       | 202         | Sisley Treviso                     | Ś       |
| 6  | Rocco Barone        | 14.12.1987 (23)       | 200         | Callipo Sport                      | Ś       |
| 7  | Michał Łasko        | 11.03.1981 (30)       | 202         | Blu Volley Werona                  | A       |
| 8  | Gabriele Maruotti   | 25.03.1988 (23)       | 195         | Sisley Treviso                     | P       |
| 9  | Ivan Zaytsev        | 02.10.1988 (22)       | 202         | M. Roma Volley                     | P       |
| 10 | Marco Falaschi      | 18.09.1987 (23)       | 188         | New Mater Volley Castellana Grotte | R       |
| 11 | Cristian Savani (K) | 22.02.1982 (22)       | 195         | Associazione Sportiva Volley Lube  | P       |
| 12 | Simone Buti         | 19.09.1983 (27)       | 206         | Gabeca Pallavolo Spa               | Ś       |
| 13 | Dragan Travica      | 28.08.1986 (24)       | 200         | Gabeca Pallavolo Spa               | R       |
| 14 | Stefano Patriarca   | 23.07.1987 (23)       | 207         | New Mater Volley Castellana Grotte | Ś       |
| 15 | Emanuele Birarelli  | 08.02.1981 (30)       | 200         | Trentino Volley                    | Ś       |
| 16 | Michele Baranowicz  | 05.08.1989 (21)       | 196         | Resovia                            | R       |
| 17 | Dore Della Lunga    | 25.07.1984 (26)       | 190         | Trentino Volley                    | P       |
| 18 | Giulio Sabbi        | 10.08.1989 (21)       | 201         | La Fenice Volley Isernia           | A       |
| 19 | Daniele De Pandis   | 30.06.1984 (26)       | 183         | Volley Forlì                       | L       |
| 20 | Mattia Rosso        | 28.05.1985 (25)       | 198         | Pallavolo Padwa                    | P       |